# Eckwersheimi baleset

Az LGV Est européenne térképe. A baleset helyszíne közvetlenül Vendenheimtől északra található.

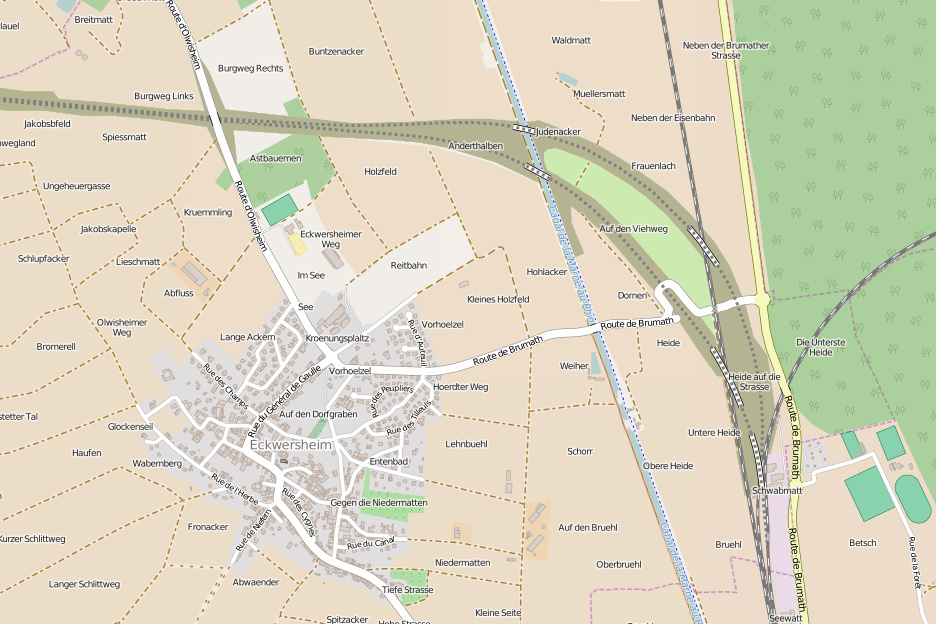
A nagysebességű vonal keleti végének csatlakozásának térképe a meglévő vonalhálózathoz. A baleset helyszíne a déli csatornahíd közelében van.

Az eckwersheimi baleset 2015. november 14-én történt Franciaországban. Egy speciális TGV EuroDuplex az LGV Est nagysebességű vasútvonal még meg nem nyitott második szakaszán végzett üzembe helyezési teszteket, amikor egy ívbe hajtott, felborult és a Marne-Rajna csatorna felett átívelő híd korlátjának ütközött. A hátsó motorkocsi a csatornában, míg a vonat többi része az északi és a déli vágányok közötti füves középső részen állt meg. A vonaton körülbelül 50 ember tartózkodott, akik az SNCF szakemberei és állítólag néhány illetéktelen vendég volt. Tizenegyen meghaltak és 37-en megsérültek. A vonat 10 százalékkal a vonalra tervezett sebességhatár felett végzett teszteket, és a 352 km/h-ról 176 kilométer/órára kellett volna lassítania az ívbe való belépés előtt. A hatóságok jelezték, hogy a túlzott sebesség okozhatta a balesetet. A tesztek során kikapcsoltak néhány biztonsági funkciót, amelyek általában megakadályozzák az ehhez hasonló baleseteket.